# Parchovany
Parchovany es un municipio del distrito de Trebišov en la región de Košice, Eslovaquia, con una población estimada a final del año 2024 de 2001 habitantes.
Se encuentra ubicado al este de la región, en la cuenca hidrográfica del río Ondava (afluente del río Bodrog que, a su vez, lo es del Tisza), y cerca de la frontera con la región de Prešov y Hungría.

## Historia
En los registros históricos el pueblo fue mencionado por primera vez en 1320.

## Demografía
| Año        | 1994 | 2004    | 2014    | 2024    |
| ---------- | ---- | ------- | ------- | ------- |
| Población  | 1752 | 1916    | 1922    | 2001    |
| Diferencia |      | +9,36 % | +0,31 % | +4,11 % |

| Año        | 2023 | 2024    |
| ---------- | ---- | ------- |
| Población  | 1971 | 2001    |
| Diferencia |      | +1,52 % |